# Статичне вимірювання
Статичне вимірювання — вимірювання величини, яку можна вважати незмінною за час вимірювання. Статичне вимірювання — це вимірювання, при якому протягом певного проміжку часу вимірювана величина майже не змінюється або ж її значення змінюється поступово відповідно до процесу виробництва. 

## Використання
Статичні вимірювання використовуються, як правило, для встановлення взаємозв'язку між фізичними величинами одного і того самого об'єкта дослідження. Вони застосовуються у пасивних експериментах і забезпечують задовільний рівень наочності при зміні вимірюваних величин за певний проміжок часу (годину, зміну, добу). 

## Приклади
Статичним вимірюванням, наприклад, є проведення пасивного експерименту на випарній установці для вимірювання основних її параметрів: температури, рівня, тиску, витрати пари тощо.